# Seznam francoskih smučarjev
Seznam francoskih smučarjev.

## A
- Émile Allais
- Nils Allègre
- Estelle Alphand
- Luc Alphand
- Sam Alphand
- Sébastien Amiez
- Steven Amiez
- Léo Anguenot
- Alexandre Anselmet
- Michel Arpin
- Caroline Attia
- Sandrine Aubert
- Jean-Noël Augert

## B
- Margot Bailet
- Matthieu Bailet
- Taïna Barioz
- Anne-Sophie Barthet
- Marion Bertrand
- Olivia Bertrand
- Yannick Bertrand
- Anouk Bessy
- Patrice Bianchi
- Thomas Mermillod Blondin
- Marc Bottollier-Lasquin
- Alexandre Bouillot
- Pierrick Bourgeat
- Didier Bouvet
- Nathalie Bouvier
- Charles Bozon
- Michel Bozon
- Clarisse Brèche
- Robin Buffet

## C
- Michel Canac
- Régine Cavagnoud
- Camille Cerutti
- Joël Chenal
- Axelle Chevrier
- Johan Clarey
- Karen Clément
- Frédéric Covili
- Jean-Luc Crétier

## D
- Pierre-Emmanuel Dalcin
- Claire Dautherives
- Antoine Dénériaz
- Hugo Desgrippes
- Clara Direz
- Henri Duvillard

## E
- Patricia Emonet
- Anouck Errard
- Doriane Escane

## F
- Jonas Fabre
- Mathieu Faivre
- Rémy Falgoux
- Thomas Fanara
- Thibaut Favrot
- Guillermo Fayed
- Béatrice Filliol
- Joséphine Forni
- Coralie Frasse-Sombet
- Thomas Frey

## G
- Greg Galeotti
- Élie Gateau
- Laura Gauché
- Marine Gauthier
- Tiffany Gauthier
- Blaise Giezendanner
- Valentin Giraud-Moine
- Jean-Baptiste Grange
- Marie-Cécile Gros-Gaudenier
- Victor Guillot

## J
- Michèle Jacot
- Ingrid Jacquemod
- Marie-France Jeangeorges

## K
- Jean-Claude Killy

## L
- Kenza Lacheb
- Marie Lamure
- Serge Lang
- Noémie Larrouy
- Sophie Lefranc-Duvillard
- Théo Letitre
- Florine De Leymarie
- Julien Lizeroux
- Florian Loriot
- Michel Lucatelli
- Baptiste Alliot Lugaz

## M
- Françoise Macchi
- Marie Marchand-Arvier
- Florence Masnada
- Marie Massios
- Carole Merle
- Isabelle Mir
- Romane Miradoli
- Steve Missillier
- Małgorzata Tlałka-Mogore
- Carole Montillet
- Laurie Mougel
- Victor Muffat-Jeandet
- Adeline Baud Mugnier
- Maxence Muzaton

## N
- Clément Noël
- Nastasia Noens

## O
- Henri Oreiller

## P
- Loévan Parand
- Christel Pascal
- Esther Paslier
- Alexandre Pasquier
- Perrine Pelen
- Marion Pellissier
- Laure Pequegnot
- Franck Piccard
- Leila Piccard
- Roy Piccard
- Sébastien Pichot
- Alexis Pinturault
- Jennifer Piot
- François Place
- Christophe Plé
- Chiara Pogneaux
- David Poisson
- Julie Pomagalski (deskarka)

## R
- Nicolas Raffort
- Paco Rassat
- Aurélie Revillet
- Cyprien Richard
- Gabriel Rivas
- Maxime Rizzo
- Brice Roger
- Marion Rolland
- Tifany Roux
- Patrick Russel

## S
- Christophe Saioni
- Cyprien Sarrazin
- Victor Schuller
- Fabienne Serrat
- François Simond
- Mélanie Suchet

## T
- Yves Tavernier
- Gauthier de Tessiéres
- Adrien Théaux
- Steven Théolier
- Nicolas Thoule
- Maxime Tissot
- Igor Trubeckoj

## V
- Jean-Pierre Vidal
- Michel Vion

## W
- Tessa Worley